# Championnat d'Autriche de football 1911-1912
Navigation
Saison suivante
La saison 1911-1912 du Championnat d'Autriche de football était la toute première édition du championnat de première division en Autriche, plus précisément de l'archiduché de Basse-Autriche. Les 12 meilleurs clubs du pays se retrouvent au sein d'une poule unique, la Erste Klasse, où ils s'affrontent deux fois, à domicile et à l'extérieur. À l'issue du championnat, pour faire passer le championnat de 12 à 10 clubs, les 2 derniers du classement sont relégués tandis que les 9e et 10e jouent une phase de promotion-relégation face au champion de D2.
La compétition est organisée par le Niederösterreichischer Fußballverband (NÖFV), la Fédération de Basse-Autriche de football.
C'est le SK Rapid Vienne qui remporte cette première édition du championnat, en terminant en tête du classement final, avec un seul point d'avance sur le Wiener Sport-Club et 2 sur le Wiener AF. C'est donc le premier titre de champion d'Autriche de l'histoire du Rapid Vienne.
Le 24 septembre, les clubs du AC Viktoria Vienne et du Vienna Cricket and Football-Club fusionnent. C'est le Vienna Cricket & FC qui garde ses points et continue à prendre part aux rencontres de championnats.

## Les 12 clubs participants
| - Wiener Sport-Club - SK Rapid Vienne - Wiener AF - Wiener AC - First Vienna FC - 1. Simmeringer SC | - Floridsdorfer AC - SV Amateure - ASV Hertha - SC Rudolfshügel - Vienna Cricket and Football-Club - AC Viktoria Vienne |

## Compétition

### Classement
Le barème utilisé pour établir le classement est le suivant :
- Victoire : 2 points
- Match nul : 1 point
- Défaite : 0 point

| Rang | Équipe                           | Pts | J  | G  | N | P  | Bp | Bc | Diff |
| ---- | -------------------------------- | --- | -- | -- | - | -- | -- | -- | ---- |
| 1    | SK Rapid Vienne                  | 31  | 20 | 15 | 1 | 4  | 64 | 31 | +33  |
| 2    | Wiener Sport-Club                | 30  | 20 | 13 | 4 | 3  | 53 | 35 | +18  |
| 3    | Wiener AF                        | 29  | 20 | 13 | 3 | 4  | 59 | 23 | +36  |
| 4    | Wiener AC                        | 25  | 20 | 10 | 5 | 5  | 59 | 41 | +18  |
| 5    | 1. Simmeringer SC                | 21  | 20 | 9  | 3 | 8  | 57 | 63 | -6   |
| 6    | First Vienna FC                  | 20  | 20 | 9  | 2 | 9  | 50 | 36 | +14  |
| 7    | Floridsdorfer AC                 | 19  | 20 | 9  | 1 | 10 | 61 | 53 | +8   |
| 8    | SV Amateure                      | 15  | 20 | 5  | 5 | 10 | 42 | 51 | -9   |
| 9    | ASV Hertha                       | 14  | 20 | 6  | 2 | 12 | 25 | 50 | -25  |
| 10   | SC Rudolfshügel                  | 14  | 20 | 5  | 4 | 11 | 39 | 42 | -3   |
| 11   | Vienna Cricket and Football-Club | 2   | 20 | 0  | 2 | 18 | 12 | 96 | -84  |
| 12   | AC Viktoria Vienne               | 2   | 4  | 1  | 0 | 3  | 6  | 16 | -10  |

|  | Champion d'Autriche 1911-1912           |
|  | Participation au barrage de relégation  |
|  | Relégation directe en deuxième division |

### Matchs

#### Barrages de promotion-relégation
Le gagnant du premier barrage est maintenu, alors que le perdant joue contre un club de seconde division dans le deuxième barrage.
| Équipe 1   | Résultat | Équipe 2        | Aller | Retour |
| ---------- | -------- | --------------- | ----- | ------ |
| ASV Hertha | 6 - 2    | SC Rudolfshügel | 3 - 1 | 3 - 1  |

| Équipe 1        | Résultat | Équipe 2       |
| --------------- | -------- | -------------- |
| SC Rudolfshügel | 6 - 0    | SC Wacker (D2) |

## Bilan de la saison
| Championnat d'Autriche de football 1911-1912 |                                  |
| Champion                                     | SK Rapid Vienne (1er titre)      |
| Coupes et trophées                           |                                  |
| Vainqueur de la Coupe d'Autriche 1911-1912   | Non disputée                     |
| Promotions et relégations                    |                                  |
| Promus en Erste Klasse                       | Aucun (passage à 10 clubs)       |
| Relégués en Zweite Klasse A                  | Vienna Cricket and Football-Club |